# Rafael Trujillo
Generaal Rafael Leónidas Trujillo Molina (San Cristóbal, 24 oktober 1891 – Ciudad Trujillo, 30 mei 1961) was een politicus en militair uit de Dominicaanse Republiek. Van 1930 tot 1961 regeerde hij dat land als een dictator. Van 1930 tot 1938 en van 1942 tot 1952 was hij president. Zijn dertig jaar aan de macht worden beschouwd als een van de bloedigste ooit in Amerika, maar ook als een tijd van een klassieke persoonsverheerlijking. Monumenten van Trujillo waren er in overvloed.
Bij Dominicanen is zijn regering bekend als het Trujillo-tijdperk (Spaans: La Era de Trujillo). Hij had de bijnaam chapita (kroonkurk). Hij werd hier zo woedend over, dat hij het woord chapita verbood. Een andere bijnaam voor Trujillo was "de bok" (El chivo), vanwege zijn vele buitenechtelijke verhoudingen.

## Greep naar de macht
Hij pleegde in 1930 een staatsgreep tegen Horacio Vásquez en riep zichzelf uit tot president. Zijn regering werd gekenmerkt door persoonsverheerlijking. Zo liet hij de hoofdstad Santo Domingo hernoemen tot Ciudad Trujillo, en de hoogste berg van zijn land, de Pico Duarte, tot Pico Trujillo. Verder werden er in het hele land standbeelden voor en door hem neergezet.
Trujillo koos voor de geallieerden gedurende de Tweede Wereldoorlog, en genoot mede daarom de steun van de Verenigde Staten. Hij stelde zijn land open voor Joodse vluchtelingen uit Europa en republikeinse vluchtelingen uit de Spaanse Burgeroorlog, dit weliswaar tegen betaling. Volgens veel historici had deze bevordering van immigratie racistische motieven: hij wilde van de Dominicaanse Republiek een blank land maken. Er wordt geschat dat Trujillo's heerschappij verantwoordelijk was voor de dood van meer dan 50.000 mensen, waaronder 20.000 tot 30.000 in de beruchte Peterseliemoorden (Masacre del Perejil). Zelf gebruikte hij make-up om zijn gezicht blanker te laten lijken dan het in werkelijkheid was. De Peruviaanse Nobelprijswinnaar Mario Vargas Llosa schreef de roman La Fiesta del Chivo (Het feest van de bok) na een uitgebreide studie van de dictator.

## Oppositie en repressie
In de late jaren vijftig groeide de oppositie tegen het regime van Trujillo. Er was een nieuwe generatie Dominicanen die geen ervaring had met de instabiliteit en armoede die hen waren voorgegaan. Velen eisten democratisering. Het Trujillo-regime reageerde met meer repressie. De Militaire Inlichtingendienst (SIM) en geheime politie, onder leiding van Johnny Abbes, bleven doorgaan als voorheen. Andere landen negeerden daardoor de Dominicaanse Republiek.
Ondertussen maakte Trujillo van de Dominicaanse Republiek een bastion tegen het communisme en verwelkomde hij buitenlandse investeerders. Hoewel de economie enige groei kende, bleef het grootste deel van de rijkdom in de handen van hemzelf en zijn familie. De corruptie nam toe.

## Strijd tegen Cuba
Fidel Castro dreigde om Trujillo omver te werpen. De reactie van Trujillo was het verhogen van het budget voor de nationale defensie. Omdat hij dacht dat Castro via Haïti het eiland zou binnenvallen vormde hij ter verdediging in Haïti een buitenlandlegioen en zette daarbij de Haïtiaanse president Duvalier af. Op 14 juni 1959 landde een Cubaans vliegtuig met 56 commando's in de buurt van Constanza, zes dagen later landden meer invallers met twee jachten op de noordkust. Het Dominicaanse leger hield echter stand.

## Diplomatieke isolatie
In de laatste jaren van zijn regering verloor Trujillo door een aantal schandalen de steun van de Verenigde Staten. Zo werd vermoed dat hij de CIA-agent Jesús de Galíndez liet kidnappen en vermoorden. Trujillo begon zich meer en meer te mengen in de binnenlandse aangelegenheden van zijn buurlanden. Hij toonde grote minachting voor de Venezolaanse president Rómulo Betancourt, een gevestigde en uitgesproken tegenstander van Trujillo, die werd geassocieerd met Dominicanen die het land waren uitgezet door de dictator. Trujillo ontwikkelde een persoonlijke haat tegen hem en ondersteunde pogingen van Venezolaanse ballingen om hem omver te werpen. De Venezolaanse regering diende vervolgens een klacht tegen Trujillo in bij de Organisatie van Amerikaanse Staten. Trujillo gaf daarop zijn buitenlandse agenten de opdracht om een bom te plaatsen in de auto van Betancourt. Bij de aanslag, uitgevoerd op vrijdag 24 juni 1960, werd de Venezolaanse president wel gewond, maar niet gedood.
Door deze aanslag verbraken de leden van de Organisatie van Amerikaanse Staten de diplomatieke betrekkingen met de regering Trujillo en legden zij de Dominicaanse Republiek economische sancties op. Door de moord op 25 november 1960 op de drie gezusters Mirabal, die zich tegen de dictatuur van Trujillo hadden verzet, nam de onvrede met zijn repressieve bewind verder toe. De Verenigde Staten en de Organisatie van Amerikaanse Staten verbraken de banden volledig.

## Trujillo's dood
In de nacht van dinsdag 30 mei 1961 werd Trujillo op de Avenida George Washington doodgeschoten. Hij werd slachtoffer van een hinderlaag, mede uitgezet door zijn persoonlijke lijfwacht, die ook onder druk werd gezet om zijn aanstaande vrouw beschikbaar te stellen aan Trujillo. Volgens de Amerikaanse journalist Bernard Diederich was de aanslag gepland door de CIA. In een rapport aan de plaatsvervangend procureur-generaal van de Verenigde Staten schreven CIA-functionarissen dat zij "geen actieve rol" bij de moord hadden en slechts een "zwakke verbinding" hadden met de groepen die de moord hadden gepland. Maar een intern CIA-memorandum stelt dat een kantoor van de inspecteur-generaal bij het onderzoek naar de moord op Trujillo's openbaar had gemaakt "vrij uitgebreid betrokken te zijn geweest met de samenzweerders." G. Pope Atkins schrijft dat "de CIA geregeld en gepland de uitvoering van de moord" met behulp van hun elite paramilitaire officieren van de speciale activiteiten divisie hebben voorbereid.
Trujillo's zoon, luitenant-generaal Rafael Leónidas Trujillo Martínez, beter bekend als Ramfis Trujillo, nam nadat zijn vader was vermoord de macht over.
Trujillo werd aanvankelijk begraven in San Cristóbal. Nadat zijn familie was uitgewezen werd hij herbegraven op Père-Lachaise te Parijs. In 1970 werd hij nogmaals herbegraven op de begraafplaats van Mingorrubio in Madrid.
- Biblioteca Nacional de España: XX1141557
- Bibliothèque nationale de France: cb12105463t (data)
- Catàleg d'autoritats de noms i títols de Catalunya: 981058518461106706
- CiNii: DA12566701
- Gemeinsame Normdatei: 118761021
- International Standard Name Identifier: 0000 0001 2321 013X
- Library of Congress Control Number: n50051801
- National Archives and Records Administration: 10581662
- Bibliotheek van het Japanse parlement: 00621576
- Nationale Bibliotheek van Tsjechië: ola2006340145
- Nationale Bibliotheek van Israël: 987007296907805171
- Nationale Bibliotheek van Polen: a0000002489312
- Nederlandse Thesaurus van Auteursnamen: 071376763
- LIBRIS: 387355
- SNAC: w6bq0rwx
- Système universitaire de documentation: 029424437
- Trove: 1186129
- Virtual International Authority File: 71420894
- WorldCat: E39PBJjXdVxVcyc6kJ4rPx6tKd